# Calodactylus tibialis
Calodactylus tibialis är en skalbaggsart som beskrevs av Blanchard 1850. Calodactylus tibialis ingår i släktet Calodactylus och familjen Melolonthidae. Inga underarter finns listade.